# Холлербах, Бернд
Бернд Холлербах (нем. Bernd Hollerbach; род. 8 декабря 1969, Вюрцбург, Бавария) — немецкий футболист, игравший на позиции полузащитника; тренер.

## Клубная карьера
Родился в городе Вюрцбурге. Воспитанник клуба «Римпар», в котором играл 12 лет. В 1988 году перешёл в клуб «Вюрцбургер Киккерс», который стал его первым профессиональным клубом. Спустя два года Холлербах перешёл в «Санкт-Паули». За 4 года сыграл в 143 играх чемпионата и забил 6 голов. В 1995 году Холлербах сменил клуб на «Кайзерслаутерн», но, проведя там лишь один сезон, отправился в «Гамбург». Всего за клуб Холлербах сыграл 197 игр и в 2004 году завершил карьеру.